# 照葉樹林

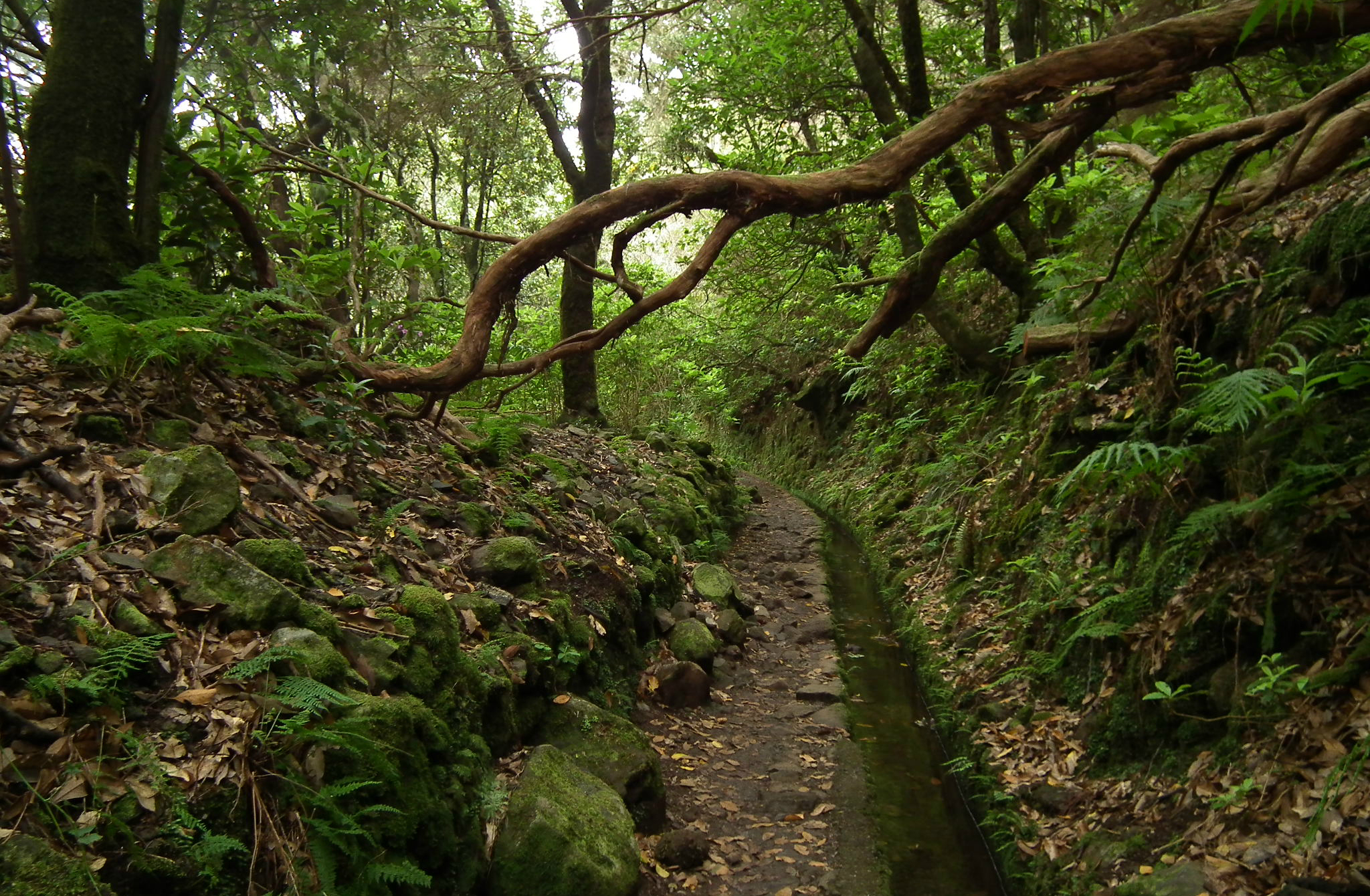
マデイラ島の照葉樹林

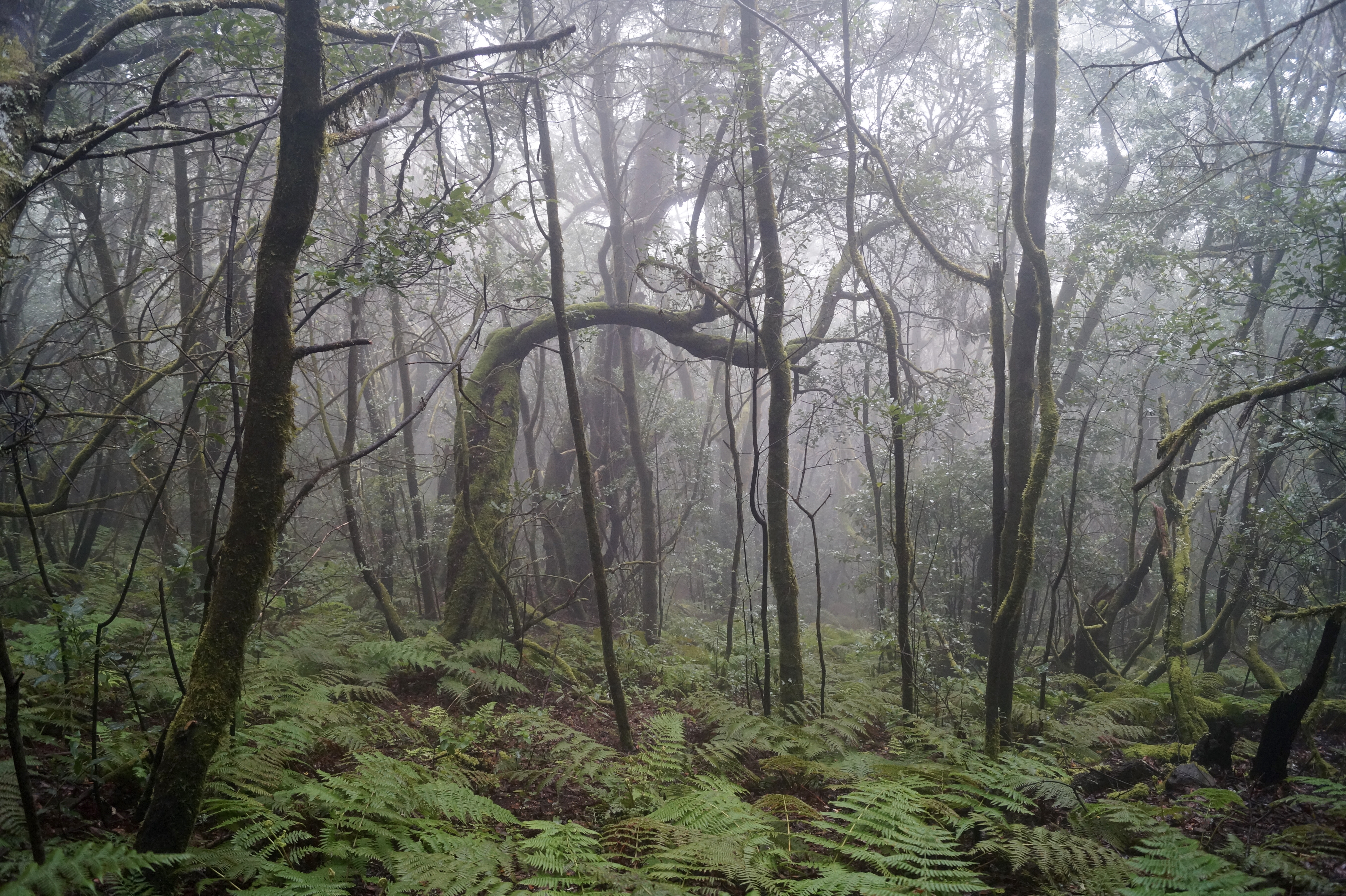
カナリア諸島のラ・ゴメラ島ガラホナイ国立公園の照葉樹林

照葉樹林（しょうようじゅりん、laurel forest）とは、森林の群系の一種で、温帯に成立する常緑広葉樹林の一つの型を指す。構成樹種に葉の表面の照りが強い樹木が多いのでその名がある。

## 成立条件
赤道付近の熱帯の多雨地帯では、常緑広葉樹林が成立し、熱帯雨林と呼ばれる。一方、これよりも緯度の高い温帯において、冬季の寒さが厳しい地域では、樹木は冬に葉を落としてしのぐが、寒さがそれほど厳しくない（最寒月平均気温が5℃以上）地域では葉を落とさず、そのまま次の年も使う。そのため常緑広葉樹林が成立する。しかし、葉を冬も維持し続けるために、寒さに対する対策として、熱帯雨林のものより葉が小さく、厚くなる傾向がある。
このような温帯常緑広葉樹林には2つのタイプがあり、一つは地中海盆地に見られる硬葉樹林である。夏期に雨が少ないため、葉を堅くしてそれに対応した樹木（硬葉樹として典型的な有用樹種としてコルクガシ・オリーブ・イナゴマメ、硬葉樹林地域に分布し落葉する樹種としてアーモンド・ピスタチオ・ザクロ・イチジクなど）からなる森林である。現在、自然植生としてはほとんど残っていない。
温帯常緑広葉樹林のもう一方が、照葉樹林である。夏期に多雨の暖温帯に成立し、葉は硬葉樹より大きく、表面のクチクラが発達して光って見えることからその名がある。元来は中国南西部から日本列島にかけて広く分布して、概ねフォッサマグナ以西の西日本の山地帯以下、関東地方南部の低地 - 低山帯、北陸地方・東日本の低地、東北地方の海岸部（特に日本海側）は、本来この種の森林に覆われていたと思われる。ただし、照葉樹林を形成する樹木種のうちには落葉広葉樹もある。また、モミ・ツガ・イヌマキ・ナギなどの裸子植物も混入することが珍しくない。
1982年の環境庁発表によると、日本列島の照葉樹林は森林面積の0.6％にすぎず、ほぼ全滅状態にいたった。
なお、大西洋周辺では、照葉樹林は「ラウリシルバ」（ラテン語: laurisilva; クスノキ類の森の意）と呼ばれるが、氷河の影響でヨーロッパから後退し、マデイラ島、アゾレス諸島、カナリア諸島などマカロネシア島嶼区、アトラス山脈北稜（モロッコ、アルジェリア）にわずかに残るに過ぎない。最大の照葉樹林地帯は「綾の照葉樹林」（宮崎県綾町）で、2012 年、ユネスコの生物圏保護区（ユネスコエコパーク）に指定された。

## 日本列島における照葉樹林

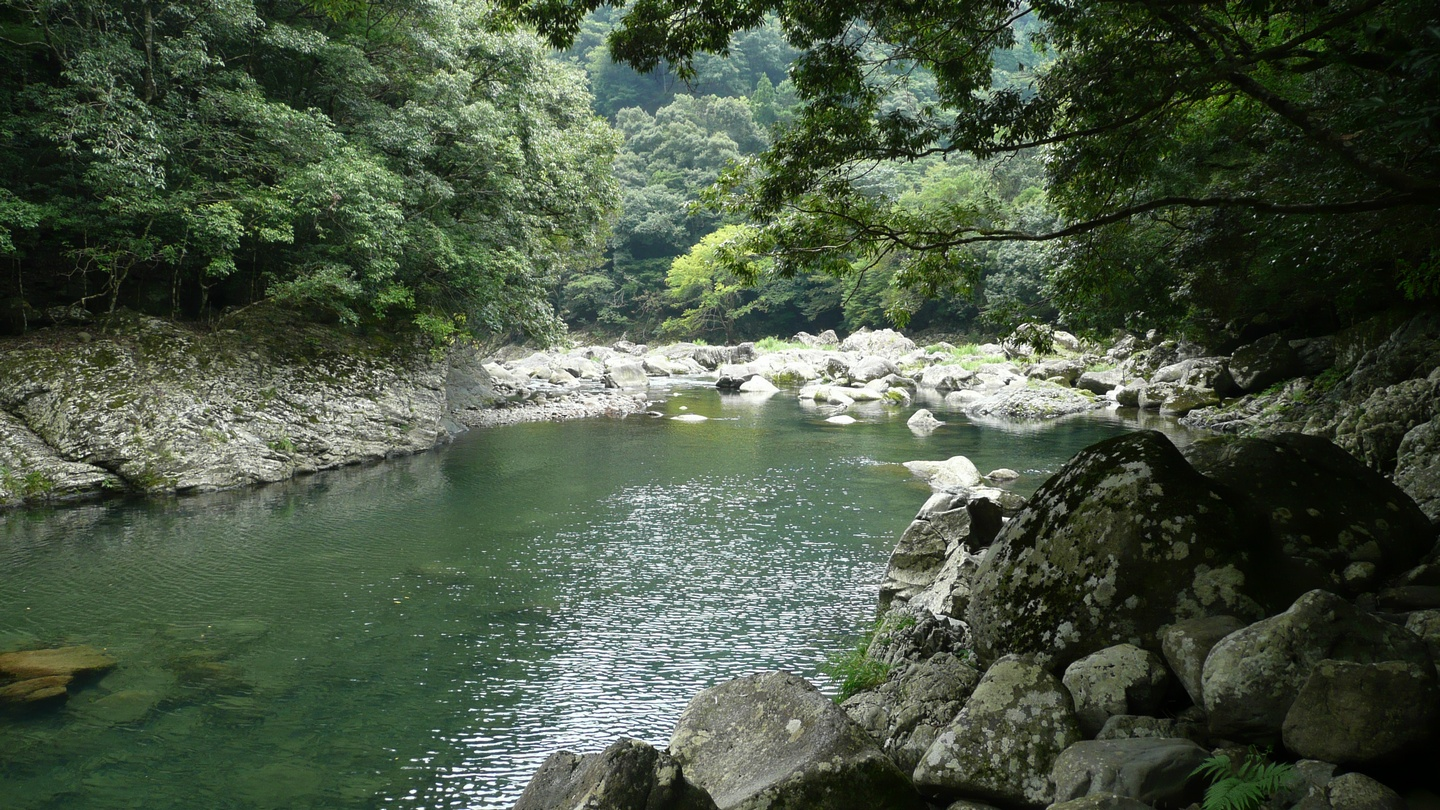
綾の照葉樹林

### 特徴
照葉樹林の特徴として、スギ林等の針葉樹林よりも酸性雨に強いこと、林内の湿度が高く、落葉期が集中しないため山火事に耐性があること、針葉樹などと比べ比較的根が深いため水源涵養林として適性が高いなどの利点をあげることができる。

### 社寺林
照葉樹林は、人間が利用のために伐採など人為的撹乱をすると落葉広葉樹林に遷移してしまう場合もある。また現在は開発やスギ、ヒノキなど針葉樹の植林などによる人工林よって、その大部分が失われてしまっており、まとまった面積のものはほとんどない。
以上のような事情もあり、現在では社寺林として残っているものが大半である。こうした照葉樹林社叢の中でも香川県琴平町の金刀比羅宮の社寺林は面積が広いことで知られている。また、日本海側の海岸地帯ではタブノキを主要樹種とした照葉樹林の社叢が点在するが、これは、対馬暖流と多雪というこの地域の自然環境の影響である。なお、社叢を構成する樹種として、クスノキが目立つが、クスノキは本来日本列島に自生していたか判然とせず、東アジア大陸部を原産とする史前帰化植物の可能性が高い。
明治時代の神社合祀に対して博物学者の南方熊楠が反対運動を行ったのは、合祀により社叢を持つ神社の統廃合が進み、照葉樹林が減少することに危惧を覚えたためであるとも言われる。

### 再極相化と阻害要因
西日本の管理の行き届かないマツ林などでは、シイなどからなる照葉樹林が徐々に再生しつつある。これは自然の成り行きであるが、白砂青松のイメージを形成し、「松原」と呼ばれることの多い西日本の海岸防風林・防砂林では、再極相化の圧力が景観を損ねるものとしてこれを人為的に阻害しようとする努力が試みられている。（ただし、東日本大震災後は、照葉樹林の防潮林としての再評価も活発になっている）。他方、多くの山林で照葉樹林への再極相化遷移を元来外来種であるモウソウチクの異常繁茂が阻害しており、こうした竹害が問題になっている。根の浅い竹林は、地すべりなどを誘発し、山間地荒廃の面からも深刻である。また、落葉広葉樹であるミズナラの高木（老樹）のカシノナガキクイムシ侵入による枯死ナラ枯れによって、放置状態では常緑広葉樹への更新が考えられる一方、その名の通り、カシノナガキクイムシは照葉樹林を構成する常緑樹（カシ類）などの大径木にも侵入している。なお、照葉樹林への再極相化遷移早期の二次林に特徴的に現れる常緑樹種の代表としてはモクセイ科のネズミモチが挙げられ、この他、クスノキ科のイヌガシ、バリバリノキ、ヤブニッケイなどもこうした性格の樹林に発生しやすい。

## 構成
植物社会学における植生の区分ではヤブツバキクラスと呼ばれる。構成樹種として重要なものはシイ、カシ類である。他に、高木層を構成する常緑樹としては、クスノキ科のタブノキ、カゴノキ、シロダモ、ホルトノキ科のホルトノキ、モチノキ科のモチノキ、クロガネモチ、タラヨウ、ナナミノキ、ツバキ科のツバキ、サザンカ、モッコク、モクレン科のオガタマノキ、ヤマモモ科のヤマモモ、マンサク科のイスノキ、ユズリハ科のユズリハ、シキミ科のシキミ、スイカズラ科のサンゴジュ、ハイノキ科のカンザブロウノキやクロバイ、バラ科のバクチノキやリンボク、裸子植物であるマツ科のモミやツガ、マキ科のイヌマキやナギ（ただしナギは少なくとも一部地域では移入種）、イチイ科のカヤ等があり、その他、多くの落葉広葉樹も含む多様な樹木が出現する。高木層の種数は同じ温帯に分布する落葉樹林よりも多い。これらの樹木は樹冠が傘のように丸く盛り上がるのも特徴の一つである。本州南部以南では、森林内にテイカカズラ、ビナンカズラなどの蔓植物も多い。
一方、林冠が密であり、森林内は落葉樹林と比較して暗くなるので、陽樹や好光性植物は定着が困難である。このため林床に適応する種子植物は限られる。そうした中、オオカグマ、マメヅタなどのシダ植物の繁茂は特筆すべきで、特に谷間では多数の種が出現する。低木層、草本層の種子植物では、ヤブコウジやマンリョウ、ラン科植物などの植生も特徴的だが、これらは近年の園芸ブームにより、各地で盗掘が相次いでいる。

## 照葉樹林文化論
照葉樹林文化論は、植物学者の中尾佐助、文化人類学者の佐々木高明らによって提唱された概念で、様々なヴァリアントを持つが、その骨子は、雲南・チベットから華南（長江流域）、台湾を経て日本の南西部に広がる照葉樹林帯に共通の文化要素が多くあり、これらが共通の起源をもつのではないかという仮説である。その議論のなかで中尾は「稲作文化」を「雑穀文化（サバンナ農耕文化）の一部」とし、照葉樹林地域の農耕文化はマレー半島で発生したウビ（里芋、長芋）農耕文化の上に、ニジェール川流域で発生し伝播した先のインドで移植栽培と「新種」の稲を得て東アジアに浸透した雑穀文化が乗った物ではないかと論じた。また佐々木はこの地域が穀物におけるモチ性品種や焼畑農業、漆器製作などの文化要素を共有していると指摘した。
この説は一時ジャーナリズムでも盛んに取り上げられ、一時は大きな影響力を持った。しかし考古学・歴史学・植物学などからの反論も多く、特に2000年代に入ってから、「栄養生殖による栽培植物から発生した」という説を唱えるイネ研究の池橋宏により中尾の稲作起源論は厳しく批判され、議論となっている。